# آردونه-سی-مریز
آردونه-سی-مریز (به فرانسوی: Ardenay-sur-Mérize) یک کمون در فرانسه است که در canton of Montfort-le-Gesnois واقع شده‌است. آردونه-سی-مریز ۱۱٫۶۷ کیلومتر مربع مساحت دارد.